# Pietro Comuzzo
Pietro Comuzzo (* 20. Februar 2005 in San Daniele del Friuli) ist ein italienischer Fußballspieler. Der Innenverteidiger steht aktuell bei der AC Florenz unter Vertrag.
Sein Bruder Francesco ist ebenfalls Fußballspieler.

## Karriere

### Vereine
Nachdem Scouts der AC Florenz auf Comuzzo aufmerksam geworden waren, trat er im Alter von 14 Jahren der Jugendakademie des Klubs bei.
Am 8. Oktober 2023 gab er beim 3:1-Auswärtssieg bei der die SSC Neapel unter Vincenzo Italiano im Alter von 18 Jahren sein Debüt in der Serie A, als er in der letzten Minute vor Spielende für Jonathan Ikoné eingewechselt wurde.

### Nationalmannschaft
Nachdem er seit 2022 für verschiedene Jugendauswahlen der FIGC aktiv gewesen war, wurde Comuzzo von Nationaltrainer Luciano Spalletti im November 2024 in die italienische A-Nationalmannschaft berufen, blieb jedoch ohne Einsatz. 